# Дружба (зупинний пункт, Херсонська дирекція Одеської залізниці)
Дружба — пасажирський залізничний зупинний пункт Херсонської дирекції залізничних перевезень Одеської залізниці.
Розташований біля села Романово-Булгакове Снігурівського району Херсонської області на лінії Снігурівка — Херсон між станціями Снігурівка (7 км) та Галаганівка (8 км).

## Сполучення
Зупиняються лише приміські поїзди.
Станом на осінь 2016 р. приміське сполучення:
- приміський поїзд Миколаїв-Вантажний — Апостолове (через Миколаїв-Пас, Копані, Херсон, Херсон-Східний, Снігурівку, щоденно)
- приміський поїзд Херсон — Апостолове (щоденно)
- приміський поїзд Херсон — Нововесела (щоденно)

Щоб добратися до Дніпропетровська, достатньо сісти на дизель до станції Апостолове, а там пересісти на дизель-поїзд Апостолове — Дніпропетровськ.